# Delio César Toledo Rodas
Delio César Toledo Rodas (Cecilio Báez, Paraguai, 2 d'octubre de 1976) és un futbolista paraguaià que actualment juga a les files del Kayserispor de Turquia.

## Trajectòria
Toledo inicià la seva carrera futbolística al Club Atlético Colegiales, d'on gràcies a les seves bones actuacions fou traspassat al Cerro Porteño. Posteriorment, es traslladà a Europa al fitxar per l'Udinese Calcio, d'on marxà posteriorment al RCD Espanyol de Barcelona, equip amb el qual guanyà la Copa del Rei de futbol l'any 2000.
Després del seu pas pel RCD Espanyol retornà durant una temporada a Sud-amèrica, fitxant pel Colón de Santa Fe, si bé Toledo retornà a Espanya, a les files del Reial Saragossa a Segona Divisió, amb el qual aconseguí l'ascens a primera divisió, així com guanyar la Copa del Rei de futbol i la Supercopa espanyola de futbol de 2004.
El juliol de 2006 fitxà pel Kayserispor de Turquia, amb el qual guanyà la Copa turca de futbol de 2008 i on segueix militant actualment.
Per altra banda, Toledo també ha estat internacional amb la selecció de futbol de Paraguai en 33 ocasions, arribant a disputar la Copa del Món de Futbol de 2006.

## Palmarès
- 2 Copa del Rei de futbol: 2000 (Espanyol) i 2004 (Real Zaragoza)
- 1 Copa turca de futbol: 2008 (Kayserispor)
- 1 Supercopa espanyola de futbol: 2004 (Real Zaragoza)